# رودزهایم آم راین
شهر رودزهایم آم راین (به آلمانی: Rüdesheim am Rhein) در ایالت هسن در کشور آلمان واقع شده‌است.

## نگارخانه

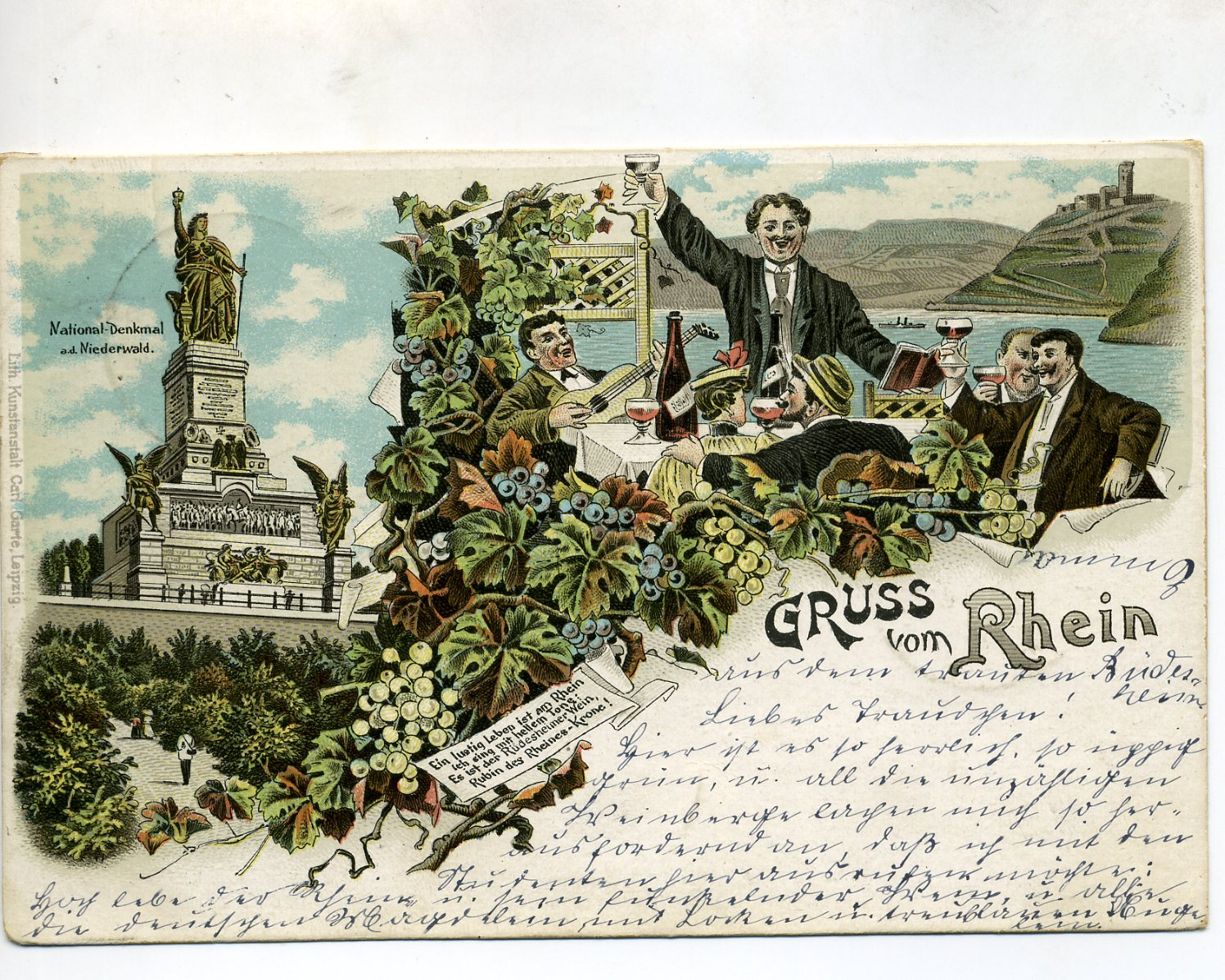
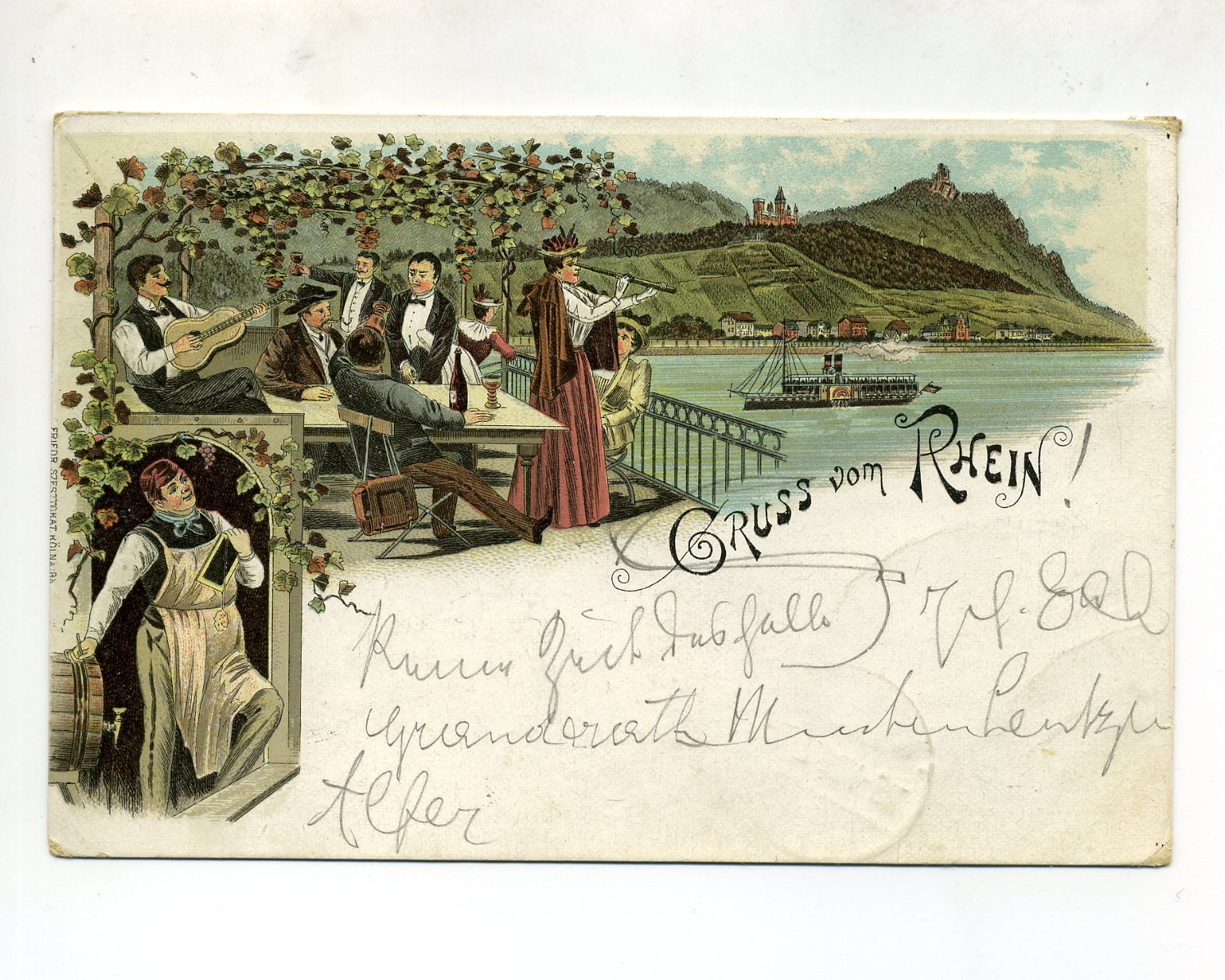
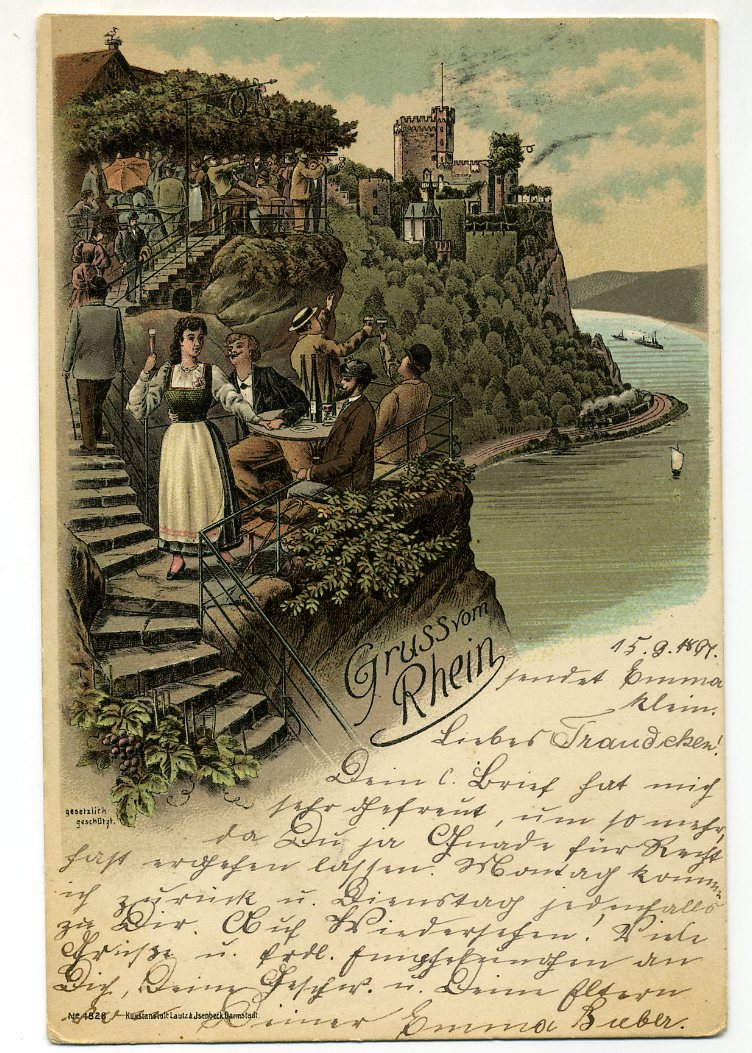